# 室井佑月
室井 佑月（むろい ゆづき、本名非公開、1970年〈昭和45年〉2月27日 - ）は、日本の小説家、随筆家、タレント。
血液型はB型。身長162 cm。オーケープロダクション → オールラウンド所属。青森県八戸市出身。

## 経歴
1970年2月27日、 青森県八戸市で製薬会社のMRの父と元ホステスの母の間に生まれる。父親が愛人を作り、以来母子家庭で育つ。栃木県立石橋高等学校卒業。
ミス栃木、ミス公園通り（渋谷区）、雑誌モデル、レースクイーン、女優、銀座クラブのホステスなど様々な経歴を持つ。また、当人曰く、日本版プレイボーイの第一号のモデルだったというが、実際はぶんか社PENTHOUSE創刊号の企画グラビアだったらしい
。
1997年 、小説新潮5月号の「読者による『性の小説』」コンテストに入選し文筆活動に入る。
1999年、 高橋源一郎と結婚。
2000年 、長男を出産。
2001年 、高橋源一郎と離婚。「婦人公論」2001年10月7日号に発表された手記によると、離婚の原因は高橋が複数の女性と不倫していたことだという。
2005年、 膵臓に腫瘍が見つかり、膵臓の3分の2と脾臓の摘出手術を受ける。
2011年 、膵臓の大部分を除去したことにより糖尿病を発症、毎朝のインスリン注射が必須となる。
2019年 7月12日、乳癌のステージIまたはIIであることをスポーツニッポンで公表。過去、豊胸のため乳房に生理食塩水を入れていたことから、マンモグラフィーを受けられなかったという。
8月9日 、右乳房とリンパの一部摘出手術を受ける。手術の際、豊胸のために入れていた生理食塩水400 gを抜いた。
8月15日 、 ひるおび!でテレビに復帰。
2020年5月10日、 元新潟県知事の米山隆一と結婚。室井は2度目の結婚。前年末から交際をしており、2月にプロポーズを受けた。
2020年12月3日 、 ひるおびの木曜日コメンテータを降板。番組中では「この度、夫が次期衆院選で新潟より立候補することを正式表明しました。これを受け、公平性を担保するべきとのことで、番組の皆様とご相談の上、ひるおびの出演は控えさせていただくことに致しました」という室井のものとされるコメントをTBSの江藤愛アナが読み上げ、室井側から降板を申し出たように放送されたが、室井は、日刊ゲンダイの3月18日発売号の『室井佑月の「嗚呼、仰ってますが。」』において「パートナーが衆議院選に出馬すると会見をしたら、その妻が政治の話をするのは公平ではないと、前日に降板を告げられた」と書きTBSに降板させられたと明らかにした。
2021年4月18日、長岡市の蒼柴神社で挙式。

## 人物
喫煙者であり、紙巻きたばことiQOSを兼用している。昨今の嫌煙権運動については「個人の問題なのだし、見ず知らずの誰かさんに、そこまで呪われるようなことでもない」と語っている。
室井は情報番組のコメンテーターを務めるなどタレントとしても活躍してきたが、2024年5月24日までにX（旧ツイッター）を更新し、現在の収入や住居の家賃などについて「私は政治家と結婚し、コメントの公平性を欠くとかで、仕事が減り、年収は10分の1になった」、「まえはタワーマンションの最上階だったけど家賃5万のボロビルに今は住んでいる」などと告白している。

## 政治信条
政治信条に関しては革新寄りであり、憲法9条改正などに対して否定的な考えを持っている。また、自民党政権に対してもテレビなどのメディアで厳しく批判することがある。また、日本共産党に関しては「人々のためになっている」と評価している。一方、2023年5月には「立憲、マジか？」と発言し、立憲民主党の入管法改正案や防衛産業強化法案に対する動きに異議を唱える主張を行った。
2021年末にはアエラにおいて、最近のフェミニズム運動が「人の憎悪を煽り、世の中の分断を図る行為」になっているのを懸念する文を寄せた。

## 訴訟
室井は、2020年2月23日の毎日新聞記事（初出は日の丸が付いたマスクの写真、後日写真は差し替えられた）
の感想が書かれたあるツイート
を2020年2月24日にリツイートし政府を批判したが
、即日誤りに気が付き訂正するとのツイートをしていた。
ほんこんは、2020年5月29日に室井がマスク製造会社の業務を妨害したと指摘するネット記事をツイートした。
この件で室井はほんこんを提訴したが、2022年6月30日に東京地裁は、室井が業務を妨害した事実はなく、ほんこんのツイートは「ネット記事の表題やサムネイルで示される内容の意見をそのまま自らの表現として摘示したものであると判断」し、名誉毀損を認めた。

## 発言・騒動
- マスク等メッシュ関連商品を販売している株式会社くればぁの石橋社長は室井らのツイートを示し、政府とは関係がないのに関係があるように誤解され品のない批判をされてつらいと心情を吐露するツイートした。そして「議論のネタにされるのは本望ではない」として日の丸マスクの製造を中止したことを発表した[31][32]。これに関して、室井と所属事務所の株式会社オールラウンドは石橋社長に謝罪文を送った[33]。
- 2020年7月2日放送のTBS系「ひるおび！」で、新型コロナウイルスの感染集団が3月中旬に発生した永寿総合病院の看護師の手記に対し、「こういう美談を出してきて、個人は悪くないよ、でも、病院は、熱が出た人たちがいたりするわけだから、こんなにコロナの患者を出しちゃったことは、やはり責められるべきで病院側、経営者は反省すべきなんだよね。なんかちょっとすりかえっぽく感じる」などと発言した[34][35]。これに対し、「3月の時点では新型コロナに関する情報が少なく、対応策は確立されていなかった。今の段階で特定の病院を名指しして『責められるべき』『反省すべき』というのは違和感を感じる」「安易に『もっと気をつけるべきだった』と責めるのは、問題改善につながらず、かえって現場で苦闘している方々の意欲をそぐことになる 」などの批判が相次いだ[36][37][38]。
- 2020年12月3日放送の「ひるおび！」（TBS）にて、11年もレギュラーコメンテーターを務めていた室井の姿がなく、突然降板が発表されるという事態が起きた。夫の米山隆一が、次期衆議院選挙で新潟5区から出馬すると発表したことを受け、「公平性を担保するため」との名目での降板であった。これについて室井は、翌日に出演した「大竹まこと ゴールデンラジオ!」（文化放送）にて、「番組のルールなんだって。しょうがないことだね」「結婚するっていうのはそういう風に受け取られるのかな」と語り、また夫の米山も自身のTwitterで「妻の室井佑月には、私の政治的志でその活動に影響を与えてしまう結果となり非常に申し訳なく思っています」とコメントを出した。一方、国際政治学者の三浦瑠麗は「政治家の妻だからといって行動を縛られるのは日本的にすぎると思う。別に室井さんは降板しなくてもよいのでは…。夫婦だって別の人間でしょう」と室井を擁護するツイートをした[39][40][41]。
- 2022年7月8日に起きた安倍晋三銃撃事件を受け、連載している週刊朝日で「あたしは安倍さんとは考え方が異なり、彼の批判を書いてきた。彼が殺害され、かなり動揺している」「カルト宗教にのめりこむ親を持つ2世3世は、被害者でもある。しかし、恨みを殺人につなげるなんて、絶対に違う。それは当たり前のことであった」としながら、「あたしが恐ろしくなったのは、野党応援で一緒に頑張ってきた仲間だろうと思われる人間が、SNSで『よかった』などといい出したことだった」「思想の違う人間だから、街頭演説中に撃たれても『よかった』の？演説には集まってくれる人たちもいるわけで、そういう人たちが被害にあう危険があるのなら、今までのような選挙はできない」と批判。「今回の事件はあってはならないことだった、そうどうしてみんなで考えが一致しないのか？というか、なんのために選挙をやるのか？リーダーを選ぶ際、敵は消えろ、とならないためではないか？なんか、みんながみんな軽薄だ。もしかすると、あたしもそうなのかもしれない。興味の対象がころころ変わっていき、すぐ熱くなる気持ちは、すぐ冷める。ちょっと前のことはすぐどうでもよくなる。これでは、深い議論なんてできっこない」と思いを綴った[42]。

## 出演

### 現在
- バラいろダンディ（TOKYO MX、水曜レギュラー）
- あさイチ（NHK総合、不定期ゲスト）
- 今日ドキッ!（HBC北海道放送、不定期ゲスト）

### 過去
- ニッポン・ダンディ（TOKYO MX、水曜レギュラー、2014年3月31日放送終了）
- Bizスポワイド（NHK総合、不定期ゲスト）
- 情報プレゼンター とくダネ! （フジテレビ、火曜レギュラーだった）
- FNNスーパーニュースアンカー（関西テレビ、水曜レギュラー、2009年3月まで）
- ピンポン!（TBS、木曜レギュラー、2009年3月27日終了）
- THE・サンデー（日本テレビ、週替わりで出演）
- スーパーモーニング（テレビ朝日、火曜レギュラー）
- ネプリーグ芸能界常識王決定戦（フジテレビ、2011年1月10日）
- 爆笑!大日本アカン警察（フジテレビ、2011年8月21日）ジャッジゲスト
- Oha!6 NEWS LIVE スペシャル（日本テレビ系列[43]）
- ひるおび!（TBS、木曜レギュラー、2020年11月まで[44]）
- Changeの瞬間 〜がんサバイバーストーリー〜（朝日放送ラジオ、2022年6月26日・7月3日[45]）
- 大竹まこと ゴールデンラジオ!（文化放送、金曜レギュラー、2024年6月28日まで）
- 中居正広の金曜日のスマたちへ（放送終了）

## 著作
- 血い花（あかいはな）（集英社　1998）のち文庫[3]
- 熱帯植物園（新潮社、1998）のち文庫[3]
- piss（講談社、1999）のち文庫[3]
- ラブ ゴーゴー（文春ネスコ、2000）のち集英社文庫
- 作家の花道（集英社、2000）のち文庫
- ああーん・あんあん（マガジンハウス、2001）のち集英社文庫[3]
- 子作り爆裂伝　産んでやろうじゃないの育ててやろうじゃないの（飛鳥新社、2001）のち講談社文庫
- ドラゴンフライ（集英社、2001）のち文庫　2006年にテレビドラマ化（→「ドラゴンフライ (テレビドラマ)」）
- メリーゴーランド 村尾昌美写真 文春ネスコ 2002.10
- プチ美人の悲劇 丸山あかね共著 原書房 2002.10 のち講談社文庫
- クルマは男のエクスタシィ（中央公論新社、2003）「クルマ」中公文庫
- ラブ ファイアー（文春ネスコ、2003）のち集英社文庫
- 恋のQ&A（文春ネスコ、2004）
- プチ美人とお金　丸山あかね共著、2004[3]
- 恋より仕事 メディアファクトリー 2005.8
- ぷちすと  中央公論新社 2005.1 のち文庫
- ママの神様  講談社 2006.3  のち文庫
- ぷちすとハイパー!  中央公論新社 2006.6  のち文庫
- Love love love 室井佑月とブログの仲間たち ソフトバンククリエイティブ 2006.5
- アクリル しょういん 2007.9

## 映画
- 監禁逃亡 淫らな呪い（1997年、出演）
- 飛ぶは天国、もぐるが地獄（1999年、出演）
- ON THE ROCK（2005年、出演）
- female フィーメイル - 「太陽の見える場所まで」（2005年、原作書き下ろし）

## 連載
- りそな銀行 -　りそな銀行の情報誌に掲載
- 週刊朝日「しがみつく女」

## CM・広告
- ソフトバンクモバイル「流しのAyu」「なみだ雨」「静かな夜だ」三部作 〜流しの女とギターを弾くおっちゃん〜篇（2010年10月12日 - ）浜崎あゆみ、宮史郎と共演。 - 飲み屋の女将 役
- 花王「ブローネ ワンプッシュカラー」『とにかくめんどくさい篇』『時間がとれない篇』（2017年4月 - ） - ミッツ・マングローブ、椿鬼奴と共演[46]